# David Șilkrut
David (Dov) Isaakovici Șilkrut (în rusă Давид Исаакович Шилькрут, în engleză Dov I. Shilkrut; n. 23 august 1925, Galați, România – d. 10 noiembrie 1998, Beer Șeva, Israel) a fost un matematician sovietic moldovean și israelian. A fost doctor în științe tehnice (1971) și profesor universitar (1976).

## Începuturi și studii
David Șilkrut s-a născut la Galați într-o familie originară din Cetatea Albă. După Al Doilea Război Mondial, familia s-a mutat la Cernăuți.
A studiat inițial la Institutul de Ingineri ai Transportului pe Apă din Odesa (1946), apoi a absolvit Facultatea de Fizică și Matematică a Universității din Liov în 1948. Între 1949 și 1952 a predat matematica la o școală secundară din Cernăuți.
În 1952 și-a susținut teza de doctorat (candidat în științe fizico-matematice) în domeniul mecanicii, având ca temă „Probleme dinamice ale teoriei mediului imperfect elastic și aplicarea lor la vibrațiile longitudinale ale cablurilor metalice neacoperite”. Între 1952–1959 a fost asistent și apoi conferențiar la Institutul Tehnic Forestier din Liov.
Din 1959 a predat la Universitatea de Stat din Chișinău (ca lector), iar în perioada 1969–1978 a activat la Institutul Politehnic din Chișinău, în calitate de profesor al catedrei de Teoria și Tehnologia Construcțiilor. A fost timp de mai mulți ani șef interimar al catedrei de Rezistența Materialelor, dar deși a fost propus de două ori pentru funcția de titular, nu a fost confirmat.
A lucrat și ca cercetător științific în cadrul Departamentului de Cibernetică Energetică al Academiei de Științe a RSS Moldovenești. În 1967 și-a susținut teza de doctorat în științe tehnice, cu tema „Studii calitative și soluții aproximative ale unor probleme ale teoriei neliniare a cochiliilor și plăcilor, utilizând calculatoare electronice”, care a fost confirmată oficial în 1971.

## Activitatea în Israel
Începând cu 1978 a trăit în Israel, unde a fost profesor de mecanica sistemelor deformabile la Universitatea Ben-Gurion, în cadrul Departamentului de Inginerie Mecanică. Între 1981 și 1985 a fost directorul Centrului de Studii Aerodinamice „Pearlstone” al aceleiași universități.

## Activitate științifică
A publicat numeroase lucrări în domeniul teoriei elasticității⁠(d) (inclusiv teoria cochiliilor), mecanica construcțiilor și mecanica neliniară. După moartea sa, a fost publicată o monografie de sinteză: Stability of Nonlinear Shells: On the Example of Spherical Shells, Elsevier, 2002.

## Familie
Tatăl său, Isaak (Itzik) Benționovici Șilkrut (1886–1971), era originar din Akkerman și provenea dintr-o familie rabinică. Mama sa, Keila Berlovna Berenstein (1896–1974), era din Jabokrîci.

## Monografii
- Unele probleme ale teoriei neliniare a cochiliilor și plăcilor și soluționarea lor pe calculator, Chișinău: Știința, 1967.
- Rezolvarea problemelor teoriei neliniare a cochiliilor pe mașini de calcul analogice și digitale, Chișinău: Știința, 1969.
- Probleme de teorie neliniară a cochiliilor și tijelor, Chișinău: Institutul Politehnic „S. Lazo”, 1969.
- Probleme de teorie calitativă a cochiliilor neliniare, Chișinău: Știința, 1974.
- Stabilitatea cochiliilor neliniare, Chișinău: Știința, 1977.
- Dov Șilkrut – *Stability of Nonlinear Shells: On the Example of Spherical Shells*, Elsevier, 2002.

## Articole științifice notabile
- D. I. Șilkrut – *The Solution of Nonlinear Problems of the Plate and Shell Theory by the Method of Small-step Loading*, DTIC, 1970.
- *O ipoteză reologică unificată pentru descrierea efectului combinat al isterezisului și fenomenelor de relaxare asupra vibrațiilor sistemelor imperfect elastice*, Kiev, 1963.
- *Despre o metodă aproximativă de rezolvare a ecuațiilor diferențiale ordinare*, 1965.
- D. I. Șilkrut & P. M. Vîrlan – *Despre stabilitatea formelor de echilibru ale cochiliilor sferice geometric neliniare*, Izv. AN URSS, 1978.
- D. Șilkrut – *Solutions of some stability problems in the theory of geometrically nonlinear shells*, Israel Journal of Technology, 1980.
- D. Șilkrut – *Deformarea axisimetrică a plăcilor circulare ortotrop-rotative*, Int. J. Non-Linear Mechanics, 1983.
- D. Șilkrut – *Bifurcații în întindere la capace sferice neliniare*, ASCE J Engng Mech Div, 1983.
- D. Șilkrut – *Stabilitate și vibrații ale plăcilor circulare cilindric-ortotrope*, J. of Applied Mechanics, 1984.
- D. Șilkrut – *Influența traiectoriilor încărcărilor conservatoare multiparametrice asupra stărilor de echilibru ale structurilor geometric neliniare*, Comput. Struct., 1992.